# بچه‌ها را به خانه بازگردانید
«بچه‌ها را به خانه بازگردانید» ترانه‌ای از پینک فلوید است. این ترانه در آلبوم دیوار (آلبوم) قرار داشت.

به نظر می‌رسد منظور از پسرها، سربازانی باشند که به جنگ رفته‌اند. زیرا اگر آنها از دست بروند، فرزندان آنها، به حال خودشان رها خواهند شد.
بچه‌ها را به حال خود رها نکنید.
مانند پینک، و خود واترز که بر اثر جنگ پدرشان را در نوزادی از دست دادند، جنگ به عنوان اولین آجر دیوار انزوای پینک در حداقل سه آهنگ این آلبوم به کار رفته.
به وضوح تاثیرات جنگ را در روحیه ضد جنگ واترز و شعرهایش در این آهنگ، آجری دیگر در دیوار (بخش اول) و بدرود آسمان آبی می‌توان حس کرد.